# 西園寺実充
西園寺 実充（さいおんじ さねみつ）は、戦国時代の大名。伊予南部を支配した伊予西園寺氏の当主。

## 経歴
永正7年（1510年）西園寺公家の子として生まれたとする系図が存在する。（一説には公家の父公季の子とも言われる）。ただし、それぞれの系図が他の系図や一次史料との間に矛盾があるため信憑性は低いため、石野弥栄は西園寺公宣（また、西園寺公次と同一人物であるとされる）の子と推察している。兄弟には、公宣と一条房家の娘との間に生まれた伊予守某（法名は一秀梅信）がいるとされる。伊予国南部で勢力を誇り、居城を松葉城から黒瀬城に移したが、弘治2年（1556年）に宇都宮豊綱と領土をめぐって争い、その戦いの中で嫡男の公高が討死するという敗北を喫した。このため、河野通宣の仲介を受けて豊綱と和睦する。
永禄3年（1560年）従五位下・左近衛少将に叙任される。永禄8年（1565年）5月には上洛し、宗家の左大臣・西園寺公朝の屋敷で行われた和歌の会に列席したが、同年のうちに死去した。享年56。
跡を甥で婿養子の公広が継いだ。

## 官歴
『歴名土代』による。
- 永禄3年（1560年） 7月18日：従五位下、左近衛少将
- 永禄8年（1565年） 日付不詳：出家

## 系譜
- 父：西園寺公家
- 母：不詳
- 妻：不詳
  - 男子：西園寺公高（1538-1556）
  - 女子：勧修寺基賢室
  - 女子：明石寺尊栄室
  - 女子：土居清晴室
  - 女子：吉田充次室
  - 女子：西姫 - 西園寺公広正室
- 養子
  - 男子：西園寺公広（1537-1588） - 西園寺公宣の子